# Ronald Brown (mathématicien)
Pour les articles homonymes, voir Ronald Brown et Brown.
Ronald Brown né le 4 janvier 1935 et mort en décembre 2024, est un mathématicien anglais qui travaille principalement en topologie et en théorie des catégories. Il est professeur émérite à la School of Computer Science de  l'université de Bangor.

## Biographie
Ronald Brown est né à Londres en 1935. Il étudie les mathématiques au New College, à l'université d'Oxford, et il obtient un baccalauréat universitaire de mathématiques en 1956. Il étudie ensuite avec J. H. C. Whitehead qui meurt en 1960, puis avec M. G. Barratt, et obtient un D. Phil. en 1962 (titre de la thèse « Some Problems in Algebraic Topology: Function Spaces and FD Complexes »). De 1959 à 1964, il est successivement lecteur assistant puis lecteur à l'université de Liverpool. De 1964 à 1970, il a est d'abord lecteur sénior puis reader au département de mathématiques pures de l'université de Hull. Il devient ensuite en 1970 professeur de mathématiques pures à l'université Bangor qui faisait alors partie de l'université du pays de Galles.
Il est professeur de mathématiques pures pendant 30 ans ; le département est passé par diverses transformations. Il est président du conseil de validation de l'université du pays de Galles en 1991-1993. Il joue un rôle déterminant dans le lancement, pour le pays de Galles, des Mathematics Masterclasses, une institution royales d'encouragement pour jeunes. À sa retraite, nommé professeur émérite, il bénéficie d'une bourse Leverhulme Emeritus Fellowship pour la période 2002-2004, en vue de le projet de recherche Crossed complexes and homotopy groupoids avec Philip J. Higgins.
Brown est durant un mois en 1983–84 professeur invité à l'université Strasbourg-I.

## Travaux
Les intérêts mathématiques de Brown vont de la topologie algébrique et de la catégorie groupoïde à l'homologie, la théorie des catégories, la biomathématique,  la physique mathématique. 
Au début des années 1960, Brown travaille sur topologie des espaces de fonctions  et sur la question des catégories appropriées pour leur description, ce qui a établi le domaine de recherche de la convenient topology. C'était aussi le sujet de sa thèse et est c'est devenu un concept connu parmi les topologues lorsqu'il a été repris en 1967 par Norman Steenrod,,.
Dans les années 1980, Brown se  tourne vers les groupoïdes en topologie ; il a écrit un article de synthèse sur ce thème en 1987 (et il a même suggéré de remplacer le nom de groupe par groupoïde, puisque les premiers ne sont qu'un cas particulier des seconds). Il suit la reconstruction de la topologie algébrique (théorie de l'homotopie) avec des groupoïdes de dimensions et d'autres techniques telles que les complexes croisés, ce qui est illustré dans son livre Nonabelian Algebraic Topology de 2011,. Brown y travaille avec son école depuis les années 1970 (Higher Dimensional Group Theory'). Une préoccupation centrale était la généralisation du théorème de van Kampen sur les groupes fondamentaux en utilisant les groupoïdes (Brown publie à ce sujet en 1967 ; généralisé dans le contexte différent de la géométrie algébrique au Séminaire Grothendieck des années 1960) et la preuve du théorème « en dimensions supérieures » de la phrase. Dans ce contexte a lieu un échange avec Alexander Grothendieck au début des années 1980 qui a conduit au  manuscrit Pursuing Stacks. Une application est le théorème d'Hurewicz et sa version triadique.
Brown était ou est éditeur ou membre du comité de rédaction de nombres journaux scientifiques imprimés ou en ligne :  éditeur dans la collection Chapman & Hall Mathematics Series (1968-1986), membre des comités de rédaction de Applied Categorical Structures(1977-2007), Theory and Applications of Categories (1995-1999), Homology, Homotopy and Applications (en), Homotopy and Related Structures (depuis 2006).

## Publications
Brown a écrit ou édité :
Livres
- Ronald Brown, Elements of Modern Topology, McGraw Hill, 1968, 1968
- Ronald Brown, Topology : a geometric account of general topology, homotopy types,  and the fundamental groupoid, Chichester, Ellis Horwood, 1988, 460 p. — Deuxième édition du précédent
- Ronald Brown, Topology and Groupoids, Booksurge LLC, 2006, xxv+512 (ISBN 1-4196-2722-8, lire en ligne) — Troisième édition du précédent
- Ronald Brown et T. L. Thickstun (éditeurs), Low-Dimensional Topology, coll. « London Math. Soc. Lecture Notes » (no 48), 1982
- (en) Ronald Brown, Philip J. Higgins et Rafael Sivera, Nonabelian Algebraic Topology : Filtered Spaces, Crossed Complexes, Cubical Homotopy Groupoids, Zurich, European Mathematical Society, coll. « EMS tracts in mathematics » (no 15), 2011, 668 p. (ISBN 978-3-03719-083-8, DOI 10.4171/083, lire en ligne).

Articles (sélection)
- « Ten topologies for {\displaystyle X\times Y} », Quart. J. Math, vol. 15,‎ 1964, p. 238–250
- avec Peter Booth, « On the application of fibred mapping spaces to exponential laws for bundles, ex-spaces and other categories of maps », Gen. Top. Appl., vol. 8,‎ 1978, p. 303–319
- « Groupoids and Van Kampen's theorem », Proc. London Math. Soc. (3), vol. 17,‎ 1967, p. 385–401
- avec P. J. Higgins, « On the connection between the second relative homotopy groups of some related spaces », Proc. London Math. Soc. (3), vol. 36,‎ 1978, p. 193-212
- « From groups to groupoids: a brief survey », Bull. London Math. Soc., vol. 19,‎ 1987, p. 113–134
- avec A. Al-Agl et R. Steiner, « Multiple categories: the equivalence between a globular and cubical approach », Advances in Mathematics, vol. 170,‎ 2002, p. 71–118
- « Crossed complexes and homotopy groupoids as non commutative tools for higher dimensional local-to-global problems », Proceedings of the Fields Institute Workshop on Categorical Structures for Descent and Galois Theory, Hopf Algebras and Semiabelian Categories, Fields Institute Communications, vol. 43,‎ 2004, p. 101–130

## Articles liés
- Catégorie groupoïde
- Higher category theory
- Théorème de van Kampen
- Topologie algébrique
- Alexandre Grothendieck